# Shaka Ponk
Shaka Ponk (někdy zkráceno jako SHKPNK) je francouzská synth rocková skupina založená v roce 2000. Do svých písní míchají různé formy populární hudby s world music. Texty jsou psány většinou ve směsi anglického, francouzského a španělského jazyka.

## Diskografie

### Alba
| Rok  | Název alba                      | Pořadí v hitparádě | Pořadí v hitparádě | Pořadí v hitparádě |
| Rok  | Název alba                      | FR                 | BEL                | FR                 |
| ---- | ------------------------------- | ------------------ | ------------------ | ------------------ |
| 2006 | Loco Con Da Frenchy Talkin      | —                  | —                  | —                  |
| 2009 | Bad Porn Movie Trax             | 101                | —                  | —                  |
| 2011 | The Geeks and the Jerkin' Socks | 14                 | 18                 | 69                 |
| 2011 | Sex, Plugs and Vidiot'Ape       | 23                 | —                  | —                  |

### Extended play-e
- Hyppie Monkey (vydáno 2. prosince 2005)

### Singly
| Rok  | Název skladby    | Pořadí v hitparádě | Pořadí v hitparádě |
| Rok  | Název skladby    | FR                 | BEL                |
| ---- | ---------------- | ------------------ | ------------------ |
| 2012 | My Name Is Stain | 7                  | 11                 |
| 2012 | Let's Bang       | 96                 | —                  |